# Реннер, Питер
Пи́тер Ке́мпбелл Ре́ннер (англ. Peter Campbell Renner; род. 27 октября 1959, Мосгил) — новозеландский легкоатлет, специалист по бегу на средние и длинные дистанции, стипль-чезу, марафону, кросс-кантри. Выступал на крупных международных соревнованиях в период 1981—1993 годов, победитель Калифорнийского международного марафона, многократный победитель забегов национального значения в различных дисциплинах, участник трёх Игр Содружества и летних Олимпийских игр в Лос-Анджелесе.

## Биография
Питер Реннер родился 27 октября 1959 года в городке Мосгил недалеко от Данидина, регион Отаго. Проходил подготовку в легкоатлетическом клубе в Нью-Брайтоне, в молодости специализировался прежде всего на беге на средние дистанции и беге с препятствиями.
Впервые заявил о себе в сезоне 1981 года, когда вошёл в основной состав новозеландской национальной сборной и побывал на Кубке мира в Риме, где занял девятое место в беге на 5 км. Год спустя выступил на Играх Содружества в Брисбене, финишировав пятым в стипль-чезе и восьмым на дистанции 5000 метров.
В 1984 году одержал победу на чемпионате Новой Зеландии в пятикилометровой дисциплине, был пятым в забеге South Coast Classic в США, на соревнованиях в Кобленце установил в стипль-чезе свой личный рекорд 8:14,05, который также является национальным рекордом и рекордом Океании. Благодаря череде удачных выступлений удостоился права защищать честь страны на летних Олимпийских играх в Лос-Анджелесе — в беге на 3000 метров с препятствиями благополучно квалифицировался в финал, однако в решающем забеге пришёл к финишу лишь одиннадцатым.
После лос-анджелесской Олимпиады Реннер остался в составе легкоатлетической команды Новой Зеландии и продолжил принимать участие в крупнейших международных стартах. Так, в 1985 году он выиграл забег Santa Anita Spring Classic в США, получил серебряную медаль в двухмильном забеге в Альбукерке, был близок к попаданию в число призёров ещё на нескольких крупных соревнованиях.
В 1986 году бежал стипль-чез на Играх Содружества в Эдинбурге, заняв итоговое четвёртое место. Попробовал себя в беге по пересечённой местности, в частности на кроссовом чемпионате мира в Коломбире, расположился в личном зачёте на 106 строке.
В 1987 году стал чемпионом Новой Зеландии по кросс-кантри, бегу на 16 км и марафону, кроме того, с результатом 2:14:09 выиграл марафонский забег в Сиднее.
На домашних Играх Содружества 1990 года в Окленде финишировал в беге на 3000 метров с препятствиями восьмым. В том же сезоне одержал одну из самых значимых побед в своей спортивной карьере — обогнал всех соперников на Калифорнийском международном марафоне в Сакраменто. Стал чемпионом Новой Зеландии в беге по шоссе на 15 км, тогда как на дистанции 12 км взял бронзу.
В 1991 году финишировал вторым на Питтсбургском марафоне, закрыл десятку сильнейших Нью-Йоркского марафона. Через год в числе прочего показал второй результат на Лос-Анджелесском марафоне, получив за это достижение призовые в размере 25 тыс. долларов.
Последний раз показал сколько-нибудь значимый результат в сезоне 1993 года, когда на марафоне в Лос-Анджелесе занял восьмое место.